# ハードフォーク・サクセション
『ハードフォーク・サクセション』は、1982年3月21日に発売されたRCサクセションのコンピレーション・アルバム。1998年にCD化。

## 解説
RCサクセションの1970年から1972年に東芝音楽工業・EXPRESSレーベルに残した音源による編集盤。初版LPはアルバム・カバーにエンボス加工が施されている。当時EXPRESS時代のアルバムはすべて廃盤で、同年に再発売の2枚のアルバムに未収録楽曲も多数収録。すべて既発表楽曲だが、「三番目に大事なもの」は未発表ミックス。当時100万円までプレミア価格が付いたというデビュー・シングル「宝くじは買わない」は未収録。

## 収録曲
全曲作詞：忌野清志郎　作曲：肝沢幅一（特記以外）

### Side 1
1. キミかわいいね
2. シュー
3. 三番目に大事なもの
シングル版からストリングスを除いた別ミックス
4. けむり
5. 去年の今頃
6. 日隅くんの自転車のうしろに乗りなよ （作曲：林小和生、破廉ケンチ）
7. ぼくの自転車のうしろに乗りなよ

### Side 2
1. ぼくの好きな先生
2. 2時間35分
3. あの娘の悪い噂
4. 言論の自由
5. イエスタデイをうたって
6. どろだらけの海
7. あの歌が想い出せない （作曲：武田清一）
8. エミちゃんおめでとう （作詞・作曲：林小和生）
9. メッセージ